# 선샤인 팝
선샤인 팝(Sunshine pop)은 1960년대 중반 남부 캘리포니아에서 시작된 팝 음악의 하위 장르이다. 쉬운 듣기와 광고 노래에 뿌리를 둔 선샤인 팝 활동은 향수를 불러일으키거나 불안한 분위기와 "세상의 아름다움에 대한 감상"을 결합했다. 카테고리는 주로 마마스 앤 더 파파스와 5차원과 같은 더 인기 있는 그룹을 모방한 덜 알려진 예술가들로 구성된다. 비치 보이스가 중요한 영향으로 주목받지만 밴드의 음악은 장르를 대표하는 경우가 거의 없었다.
선샤인 팝은 10년 후반기에 주류적인 성공을 거두었는데, 상위 40개의 히트곡 중 많은 곡들이 1967년 봄과 여름, 특히 사랑의 여름 직전에 정점을 찍었다. 인기 있는 공연들에는 거북이들과 협회가 포함된다. 밀레니엄, 궁수자리, 그리고 노랑 풍선과 같은 다른 그룹들은 덜 성공적이었지만, 몇 년 후 수집가들의 시장에서 비긴(밀레니엄, 1968)과 현재 시제(궁수자리, 1968)와 같은 앨범들이 인기를 얻으며 숭배를 받았다.

## 같이 보기
- 소프트 록

## 참고 문헌
- Howard, David N. (2004). 《Sonic Alchemy: Visionary Music Producers and Their Maverick Recordings》. Hal Leonard Corporation. ISBN 978-0-634-05560-7.
- Reynolds, Simon (2011). 《Retromania: Pop Culture's Addiction to Its Own Past》. Faber & Faber. ISBN 978-1-4299-6858-4.
- Stanley, Bob (2013). 《Yeah Yeah Yeah: The Story of Modern Pop》. Faber & Faber. ISBN 978-0-571-28198-5.
- Unterberger, Richie (2003). 《Eight Miles High: Folk-rock's Flight from Haight-Ashbury to Woodstock》. Backbeat Books. 63쪽. ISBN 978-0-87930-743-1.